# Judas Barsabbas
Judas Barsabbas war ein früher Christ, der in der Apostelgeschichte als Emissär des Apostelkonzils nach Antiochia erwähnt wird, wo er der dortigen Christengemeinde die Ergebnisse verkünden sollte.

## Wirken
Judas Barsabbas wird in Apg 15,22  erwähnt. Dort heißt es, die Apostel und Ältesten des Konzils von Jerusalem und die gesamte dortige Gemeinde hätten aus ihrer Mitte zwei Männer bestimmt, die Paulus und Barnabas nach Antiochia begleiten sollten, um dort den Christen die Beschlüsse des Konzils zu verkünden, nämlich, dass die Beschneidung keine Bedingung sei, um Christ werden zu können, sodass das Christentum sich der Mission der Heiden öffnete. Die beiden Begleiter von Paulus und Barnabas waren Judas Barsabbas und Silas. Während Silas in der Folge in Antiochia blieb, kehrte Judas nach Jerusalem zurück. Er wird in der Apostelgeschichte auch als Prophet bezeichnet. Da er denselben Nachnamen wie Joseph Barsabbas führt, wird angenommen, dass es sich bei den beiden um Brüder handelte.
Judas Barsabbas wird, wie sein Bruder, als Heiliger verehrt. Sein Gedenktag ist der 10. April.